# Owen Sound Attack
Die Owen Sound Attack sind ein Junioren-Eishockeyfranchise aus Owen Sound im kanadischen Ontario. Seit 2000 spielen sie in der Ontario Hockey League.

## Geschichte
Das OHL-Franchise in Owen Sound entstand im Jahr 1989, als die Guelph Platers von Guelph nach Owen Sound umgesiedelt wurden. Sie nahmen zur OHL-Saison 1989/90 den Spielbetrieb auf. Der Teamname war zunächst Owen Sound Platers.
Im Sommer 2000 wurde das Team, von der Holody-Familie, an eine Investorengruppe, bestehend aus sieben ortsansässigen Geschäftsleuten, verkauft. Zunächst stand eine Umsiedlung im Raum. Dieser Plan wurde allerdings verworfen. Mit den neuen Besitzern änderte sich der Name in Owen Sound Attack. Dieser Name wurde gewählt, da er moderner wirkte, als der alte Name Platers.
In der Saison 2004/05 erhielt Michael Futa die Auszeichnung zum OHL Executive of the Year und das Team wurde als Gastgeber des OHL All-Star Classic bestimmt.
In der Spielzeit 2010/11 gewann das Team erstmals die Meisterschaft der OHL, den J. Ross Robertson Cup, mit einem Sieg in der Finalserie gegen die Mississauga St. Michael’s Majors. Die Mannschaft aus Owen Sound setzte sich in sieben Spielen durch und gewann die entscheidende siebte Begegnung auswärts in Mississauga durch ein Tor in der Overtime mit 3:2.

## Erfolge
- 2011: Wayne Gretzky Trophy
- 2011: J. Ross Robertson Cup

## Trainer
- 2000–2001: Brian O’Leary
- 2001–2002: Frank Carnevale
- 2002–2007: Mike Stothers
- 2007–2011: Mark Reeds
- seit 2011: Greg Ireland

## Spieler
Andrew Brunette gewann in der Saison 1992/93 die Eddie Powers Memorial Trophy als Topscorer des OHL. Er schoss 62 Tore und bereitete 100 vor. Das macht in der Endabrechnung 162 Punkte, mit denen er auch Topscorer der Canadian Hockey League war. Er wurde in der siebten Runde des NHL Entry Draft 1993 an insgesamt 174. Stelle von den Washington Capitals ausgewählt.
Jamie Storr wurde in der Saison 1993/94 OHL Goaltender of the Year. Er gewann in den Jahren 1993 und 1994 mit dem Team Kanada den Junioren-Weltmeistertitel. Im NHL Entry Draft 1994 wurde er, als bis dahin höchstgedrafteter Torhüter, als insgesamt siebter, von den Los Angeles Kings, ausgewählt.
Dan Snyder war Kapitän der Owen Sound Platers und war später auch für die Atlanta Thrashers aktiv. Seine Rückennummer 14 wurde 2003 von den Owen Sound Attack gesperrt. Er kam bei einem Autounfall 2003 ums Leben. Nach ihm ist die Dan Snyder Memorial Trophy benannt. Sein Teamkollege Dany Heatley fuhr den Unfallwagen und überlebte.

### Spätere NHL-Spieler

#### Owen Sound Platers
- Sean Avery
- Andrew Brunette
- Jeff Christian
- Ryan Christie
- Todd Hlushko
- Greg Janica
- Brent Johnson
- Jason MacDonald
- Adam Mair
- Kirk Maltby
- Wayne Primeau
- Curtis Sanford
- Dan Snyder
- Jamie Storr
- Scott Walker
- Kevin Weekes
- Sean Whyte

#### Owen Sound Attack
- Mike Angelidis
- Josh Bailey
- Jordan Binnington
- Paul Bissonnette
- Joseph Blandisi
- Cody Ceci
- Jake Dotchin
- Mark Giordano
- Mike Halmo
- Greg Jacina
- Patrick Jarrett
- Dan LaCosta
- Trevor Lewis
- Kurtis MacDermid
- Brian McGrattan
- Phil Oreskovic
- Theo Peckham
- Brad Richardson
- Štefan Ružička
- Bobby Ryan
- Andrej Sekera
- Andrew Shaw
- Wayne Simmonds
- Nick Suzuki
- Joel Ward
- Garrett Wilson

## Team-Rekorde
| Statistik          |     | Saison  |
| Meiste Punkte      | 90  | 2004-05 |
| Meiste Siege       | 40  | 2004-05 |
| Meiste Tore        | 330 | 1992-93 |
| Wenigste Tore      | 200 | 2001-02 |
| Meiste Gegentore   | 187 | 2004-05 |
| Wenigste Gegentore | 373 | 1990-91 |

| Statistik                     | Spieler         |      | Saison  |
| Meiste Tore                   | Andrew Brunette | 62   | 1992-93 |
| Meiste Vorlagen               | Andrew Brunette | 100  | 1992-93 |
| Meiste Punkte                 | Andrew Brunette | 162  | 1992-93 |
| Meiste Punkte als Rookie      | Marian Kacir    | 56   | 1992-93 |
| Meiste Punkte als Verteidiger | Jeremy Rebek    | 69   | 1995-96 |
| Best +/-                      | Bobby Ryan      | +30  | 2004-05 |
| Meiste Strafminuten           | Theo Peckman    | 236  | 2005-06 |
| Bester Saveprozentsatz        | Mike Brown      | 2.49 | 2004-05 |
| Meiste Siege                  | Curtis Sanford  | 30   | 1993-94 |

## Rekorde

### Saisonstatistik
1989–2000 Owen Sound Platers 
 seit 2000 Owen Sound Attack
| Saison    | GP | W  | L  | T  | OTL | SOL | Pts | GF  | GA  | Platz      |
| 1989-90   | 66 | 28 | 31 | 7  | -   | -   | 63  | 265 | 305 | 4.Emms     |
| 1990-91   | 66 | 13 | 48 | 5  | -   | -   | 31  | 269 | 372 | 7.Emms     |
| 1991-92   | 66 | 23 | 41 | 2  | -   | -   | 48  | 260 | 315 | 6.Emms     |
| 1992-93   | 66 | 29 | 29 | 8  | -   | -   | 66  | 330 | 324 | 4.Emms     |
| 1993-94   | 66 | 34 | 30 | 2  | -   | -   | 70  | 303 | 284 | 4.Emms     |
| 1994-95   | 66 | 22 | 38 | 6  | -   | -   | 50  | 239 | 299 | 3.Central  |
| 1995-96   | 66 | 29 | 32 | 5  | -   | -   | 63  | 274 | 313 | 4.Central  |
| 1996-97   | 66 | 27 | 37 | 2  | -   | -   | 56  | 258 | 318 | 4.Central  |
| 1997-98   | 66 | 27 | 34 | 5  | -   | -   | 59  | 270 | 312 | 4.Central  |
| 1998-99   | 68 | 29 | 24 | 5  | -   | -   | 83  | 312 | 293 | 2.Midwest  |
| 1999–2000 | 68 | 21 | 41 | 6  | 6   | -   | 54  | 237 | 292 | 5.Midwest  |
| 2000-01   | 68 | 31 | 27 | 7  | 3   | -   | 72  | 256 | 236 | 4.Midwest  |
| 2001-02   | 68 | 24 | 31 | 10 | 3   | -   | 61  | 200 | 240 | 4.Midwest  |
| 2002-03   | 68 | 27 | 30 | 7  | 4   | -   | 65  | 206 | 243 | 4.Midwest  |
| 2003-04   | 68 | 30 | 27 | 7  | 4   | -   | 71  | 202 | 210 | 4.Midwest  |
| 2004-05   | 68 | 40 | 18 | 7  | 3   | -   | 90  | 245 | 180 | 2.Midwest  |
| 2005-06   | 68 | 32 | 29 | -  | 4   | 3   | 71  | 239 | 230 | 4.Midwest  |
| 2006-07   | 68 | 31 | 30 | -  | 3   | 4   | 69  | 256 | 261 | 4.Midwest  |
| 2007-08   | 68 | 20 | 41 | -  | 2   | 5   | 47  | 200 | 290 | 4.Midwest  |
| 2008-09   | 68 | 26 | 27 | -  | 7   | 8   | 67  | 226 | 258 | 4.Midwest  |
| 2009-10   | 68 | 27 | 33 | -  | 4   | 4   | 62  | 221 | 276 | 5.Midwest  |
| 2010-11   | 68 | 46 | 17 | -  | 1   | 4   | 97  | 283 | 215 | 1. Midwest |
| 2011-12   | 68 | 32 | 29 | -  | 3   | 4   | 71  | 234 | 220 | 3. Midwest |
| 2012-13   | 68 | 44 | 18 | -  | 1   | 5   | 94  | 231 | 165 | 2. Midwest |
| 2013-14   | 68 | 31 | 29 | -  | 3   | 5   | 70  | 205 | 237 | 4. Midwest |

Abkürzungen: GP = Spiele, W = Siege, L = Niederlagen, T = Unentschieden, OTL = Niederlagen nach Overtime, SOL = Niederlagen nach Shootout, Pts = Punkte, GF = Erzielte Tore, GA = Gegentore, PIM = Strafminuten

### Play-offs
- 1989–90 Sieg über Sudbury Wolves in Runde 1 4-3
Niederlage gegen Niagara Falls Thunder im Viertelfinale 1-4
- 1990–91 nicht für die Play-offs qualifiziert
- 1991–92 Niederlage gegen London Knights 1-4
- 1992–93 Sweep gegen Niagara Falls Thunder in Runde 1 4-0
Gesweept durch Sault Ste. Marie Greyhounds im Viertelfinale 0-4
- 1993–94 Sieg über Kitchener Rangers im Divisionviertelfinale 4-1
Gesweept durch Detroit Jr. Red Wings im Divisionhalbfinale 0-4
- 1994–95 Sieg über Niagara Falls Thunder im Divisionviertelfinale 4-2
Gesweept durch Guelph Storm im Divisionhalbfinale 0-4
- 1995–96 Niederlage gegen Niagara Falls Thunder im Divisionviertelfinale 2-4
- 1996–97 Gesweept durch Barrie Colts im Divisionviertelfinale 0-4
- 1997–98 Sieg über Kitchener Rangers im Divisionviertelfinale 4-2
Niederlage gegen Ottawa 67’s im Halbfinale 1-4
- 1998–99 Sieg über S.S. Marie Greyhounds im Conferenceviertelfinale 4-1
Sieg über Guelph Storm im Conferencehalbfinale 4-2
Niederlage gegen London Knights im Conferencefinale 1-4
- 1999–2000 nicht für die Play-offs qualifiziert
- 2000–01 Niederlage gegen Windsor Spitfires im Conferenceviertelfinale 1-4
- 2001–02 nicht für die Play-offs qualifiziert
- 2002–03 Gesweept durch Plymouth Whalers im Conferenceviertelfinale 0-4
- 2003–04 Niederlage gegen Guelph Storm im Conferenceviertelfinale 3-4
- 2004–05 Sweep gegen Plymouth Whalers im Conferenceviertelfinale 4-0
Gesweept durch Kitchener Rangers im Conferencehalbfinale 0-4
- 2005–06 Sieg gegen Kitchener Rangers im Conferenceviertelfinale 4-2
Niederlage gegen London Knights im Conferencehalbfinale 1-4
- 2006–07 Gesweept durch London Knights im Conferenceviertelfinale 0-4
- 2007–08 nicht für die Play-offs qualifiziert
- 2008–09 Gesweept durch Windsor Spitfires im Conferenceviertelfinale 0-4
- 2009–10 nicht für die Play-offs qualifiziert
- 2010–11 Sieg gegen London Knights im Conferenceviertelfinale 4-2
Sweep gegen Plymouth Whalers im Conferencehalbfinale 4-0
Sieg im Conferencefinale gegen Windsor Spitfires 4-1
Sieg im OHL-Finale gegen Mississauga St. Michael’s Majors 4-3
- 2011–12 Niederlage gegen Kitchener Rangers im Conferenceviertelfinale 1-4
- 2012–13 Sieg gegen Sault Ste. Marie Greyhounds im Conferenceviertelfinale 4-2
Niederlage gegen Plymouth Whalers im Conferencehalbfinale 2-4
- 2013–14 Niederlage gegen Sault Ste. Marie Greyhounds im Conferenceviertelfinale 1-4

## Arena
Ab 2001 wurde das Harry Lumley Bayshore Community Centre umgebaut. Neben Logen und einem Restaurant wurde das gesamte Aussehen verändert. Inklusive Stehplätzen hat die Arena eine Kapazität von 4.300 Plätzen.
Die Arena wurde als Austragungsort des OHL All-Star Classic 2005 ausgewählt.
Im Bayshore Community Centre spielen außerdem:
- Owen Sound Greys aus der Midwester Junior B Hockey League
- Owen Sound Rams aus der OLA Junior B Lacrosse League
- Owen Sound Woodsmen aus der OLA Senior B Lacrosse League